# Pindorama do Tocantins
Pindorama do Tocantins este un oraș în Tocantins (TO), Brazilia.